# (4397) Jalopez
(4397) Jalopez est un astéroïde de la ceinture principale.

## Description
(4397) Jalopez est un astéroïde de la ceinture principale. Il fut découvert le 9 mai 1981 à El Leoncito par l'observatoire Félix-Aguilar. Il présente une orbite caractérisée par un demi-grand axe de 2,31 UA, une excentricité de 0,12 et une inclinaison de 5,5° par rapport à l'écliptique.

## Compléments